# Pablo Manavello
Pablo Manavello, (Treviso; 21 de mayo de 1950 - Miami; 18 de enero de 2016) fue un cantautor, compositor, arreglista y productor musical ítalo-venezolano. Su nombre es conocido en la esfera musical de Latinoamérica y estuvo ligado a grandes artistas venezolanos y latinoamericanos como Guillermo Dávila, Jorge Spiteri, Ricardo Montaner, Frank Quintero, Carlos Mata, Jorge Aguilar, Shakira, Ricky Martin, Vytas Brenner, Soraya, Melissa, Chayanne, Ignacio Peña, Paralamas, Yolandita Monge, Carlos Vives, Jerry Rivera, Marcos Llunas, Olga Tañón, Servando y Florentino, Ilan Chester, Luis Fonsi, Voz Veis, Lorca, Alberto Plaza, Kiara, Mirla Castellanos, entre otros. Ha producido más de 50 trabajos musicales de diferentes artistas, además de la banda sonora de seis películas y tres series de televisión.

## Biografía
Comenzó su carrera artística siendo un adolescente, participando de la movida musical caraqueña de los años 1960. Forma su primera banda, llamada Los Memphis, integrada además por Charlie Spiteri, donde alternaban temas propios y de otros artistas, con una clara influencia roquera, especialmente de Los Beatles. Los Memphis lanzan su primer álbum en 1967 y un segundo en 1968. Posteriormente, se disuelven, tras lo cual Manavello formó otra banda, llamada Sangre. Junto a esta, editó un álbum homónimo en 1971, cambiando el sonido de "Los Memphis" por uno más vanguardista. Sin embargo, con esta banda tampoco llegó más allá del primer álbum.  
Manavello entró entonces a formar parte de la banda "Ofrenda" de Vytas Brenner, que tiene un estilo mucho más elaborado, al fusionar elementos de jazz, rock progresivo y música tradicional venezolana. Allí, Manavello discurre artísticamente toda la década de los años 1970, experimentando un crecimiento artístico y aprendiendo conceptos que luego le resultarían útiles en su faceta de productor. En 1977, colaboró con el cantante de música de protesta Juan Michelena en el disco "Dicen que soy..."[cita requerida]. Lanzó su carrera como solista en 1979, con un álbum titulado Cosas Sencillas. Sus primeros álbumes están claramente influenciados por el estilo que venía explorando en los años 1970. Esto produjo que, durante la primera mitad de los años 80, el éxito comercial de Manavello le permitió establecer una colaboración con otros artistas venezolanos de la época, convirtiéndolo en uno de los mejores productores en Venezuela. Durante esta época, Pablo obtuvo una beca para estudiar música en el Berklee College of Music, de donde se tituló en 1982 como compositor para música de películas.
Regresó a Venezuela vio la posibilidad de explorar ámbitos como la composición y producción musical de otros artistas, así como de bandas sonoras para películas y música incidental para producciones televisivas. Su debut como compositor y productor fue en 1986, trabajó en la producción, composición y arreglos del primer álbum de Ricardo Montaner, que alcanzó la categoría multiplatino en Venezuela. Este éxito comercial lo alejó momentáneamente de su carrera musical como intérprete solista y le abrió las puertas para seguir produciendo a otros artistas, como Melissa, Kiara, Ilan Chester y Sandino Primera, entre otros. Manavello se dedicaría, además, a la composición de música para películas, novelas y comerciales de televisión y -desde que se radicó en Estados Unidos en 1994- a la producción y arreglos de artistas latinoamericanos como: Carlos Vives, Olga Tañón, Chayanne, Ignacio Peña, Luis Fonsi, Vos Veis, Lorca, Alberto Plaza, entre otros.
En 2016 se estrena su obra sinfónica denominada "El Camino de Santiago llega a ti," inspirada en El Camino de peregrinaje hacia Santiago de Compostela, España. Bajo la dirección del Maestro Alfredo Rugeles, esta obra de Pablo Manavello fue adaptada por el Maestro Pedrito López, para la Orquesta Nacional Juvenil del Conservatorio Simón Bolívar. Como invitada estuvo la cantante Andrea Imaginario. El estreno se realizó en el Teatro Santa Rosa de Lima de la ciudad de Caracas el primero de octubre de 2016.
En la actualidad se está grabando un CD con la Orquesta Sinfónica de Venezuela, dirigida por el Maestro Alfredo Rugeles.
La obra se llevará a Santiago de Compostela durante la celebraciones de El Camino de Santiago 2018, a Miami y se repetirá en Caracas en la Sala Ríos Reyna del complejo Teatro Teresa Carreño con la Orquesta Sinfónica de Venezuela, bajo la dirección del Maestro Alfredo Rugeles.

## Discografía

### En Agrupaciones
| Año       | Agrupación                 | Álbum          | Disquera     |
| 1967      | Los Memphis                | Los Memphis    | Polydor      |
| 1969      | Los Memphis                | Memphis Vol. 2 | Souvenir     |
| 1971-1972 | Sangre                     | Sangre         | RCA Victor   |
| 1973      | Ofrenda (de Vytas Brenner) | La Ofrenda     | Suramericana |
| 1974      | Ofrenda (de Vytas Brenner) | Hermanos       | Suramericana |
| 1975      | Ofrenda (de Vytas Brenner) | Jayeche        | Discomoda    |
| 1977      | Ofrenda (de Vytas Brenner) | En Vivo!       | Discomoda    |
| 1978      | Ofrenda (de Vytas Brenner) | Ofrenda        | Discomoda    |

### Como Solista
| Año  | Álbum                   | Disquera                      |
| 1979 | Cosas Sencillas         | Color/ Corporación Los Ruices |
| 1980 | Un Día de Otoño         | Polydor                       |
| 1981 | Mi Fantasía             | Polydor                       |
| 1982 | Una Mirada hacia Dentro | Polydor                       |
| 1985 | Gota de Fuego           | Sonorodven                    |
| 1989 | En Concreto             | Sonorodven                    |

### Como músico invitado
| Año  | Artista               | Álbum                   | Disquera               |
| 1977 | Juan Michelena        | Dicen que soy           | Discos Top Hits        |
| 1980 | Frank Quintero        | De Noche y Con Poca Luz | CBS-Columbia           |
| 1983 | Jorge Aguilar         | Aguilar                 | Sonorodven             |
| 1984 | Frank Quintero        | A Través de Mis Ojos    | Sonorodven             |
| 1984 | Melissa               | Melissa II              | Sonorodven             |
| 1985 | Jorge Aguilar         | Siempre Juntos          | Sonorodven             |
| 1986 | Ricardo Montaner      | Ricardo Montaner        | Sonorodven             |
| 1987 | Melissa               | Noche Sin Fin           | Sonorodven             |
| 1988 | Kiara                 | Kiara                   | Sonorodven             |
| 1988 | Ricardo Montaner      | Ricardo Montaner 2      | Sonorodven             |
| 1989 | Ricardo Montaner      | Un toque de misterio    | Sonorodven             |
| 1990 | Kiara                 | Buscando pelea          | Sonorodven             |
| 1992 | Ilan Chester          | Un mundo mejor          | Sonográfica/Sony Music |
| 1994 | Ricardo Montaner      | Una Mañana y Un Camino  | EMI                    |
| 1994 | Vytas Brenner         | Lo Máximo de Vytas      | Discomoda              |
| 1999 | Servando y Florentino | Muchacho Solitario      | Hecho A Mano           |
| 1999 | Sandino               | El Enamora'o            | Hecho A Mano           |